# I Still Haven’t Found What I’m Looking For
Az I Still Haven’t Found What I’m Looking For a második dal az ír U2 rockegyüttes 1987-es The Joshua Tree albumáról. Ez volt második, és mindezidáig az utolsó kislemezük a With or Without You után, amely az első helyet érte el a Billboard Hot 100 listán. Az angol slágerlistán a hatodik helyet érte el.
A dal egy másik, Under the Weather Girls című dalból fejlődött ki. Miután a dalnak egy hevenyészett változatát felvették, Daniel Lanois producer a nemtetszését fejezte ki iránta, egyedül Adam Clayton basszusszólamával és Larry Mullen Jr. dobjátékával volt elégedett, így ezt használták az I Still Haven’t Found What I’m Looking For alapjának. A dal végső szerkezetét végül The Edge rétegezett gitárszólamával, és Bono tenor énekével kapta meg, amely összességében egyfajta vágyakozó, emelkedett lelkiállapotot fejezett ki. Több eltérő vélemény van a jelentéséről, egyesek szerint békehimnusz, de van olyan feltételezés is, mely szerint Bono a keresztény hittel való találkozását írja le. Egy nyilatkozatában maga Bono gospel dalnak nevezte. Maga a The Joshua Tree album egyfajta kísérlet volt az amerikai zenei gyökerek felfedezésére, ennek kapcsán a készítése során inspirációs forrásként sok gospel dalt is hallgattak.
A videóklipet a Las Vegas-i Fremont Streeten forgatták, ahol az együttes tagjai az úton sétálnak, Bono a dalt énekli, The Edge pedig akusztikus gitáron kíséri.
A dalt folyamatosan játszották a The Joshua Tree Touron, az 1987. szeptember 28-án a New York-i Madison Square Gardenben, a New Voices of Freedom gospelkórussal közösen előadott anyag szerepelt az együttes következő, 1988-as Rattle and Hum című albumán.
1988-ban Grammy-díjjal jutalmazták a „Best Rock Performance by a Duo or Group” kategóriában.
2004-ben a Rolling Stone magazin 500 legjobb dalának listáján a 93. helyre sorolták. Ugyanebben az évben a Los Angeles Times kritikusa, Robert Hilburn a U2 Let It Be-jének nevezte.

## Kislemez kiadás
1. I Still Haven't Found What I'm Looking For – (4:38)
2. Spanish Eyes – (3:16)
3. Deep in the Heart – (4:31)

## Feldolgozások
- 1990-ben a The Chimes nevű dance együttes feldolgozása a 6. helyet érte el a brit slágerlistán.
- Bonnie Tyler 2003-as Heartstrings című albumán dolgozta fel a Prágai Filharmonikusok közreműködésével
- Cher koncertjein gyakran használta nyitódalnak.

## Külső hivatkozások
- Videóklip